# سامول
سامول قرية تابعة لمركز المحلة الكبرى في محافظة الغربية بجمهورية مصر العربية.

## التاريخ
قرية سامول من القرى القديمة، حيث وردت باسم «سامول» في أعمال الغربية ضمن قرى الروك الصلاحي التي أحصاها ابن مماتي في كتاب قوانين الدواوين، كما وردت باسم «سامول» في أعمال الغربية ضمن قرى الروك الناصري التي أحصاها ابن الجيعان في كتاب «التحفة السنية بأسماء البلاد المصرية». وردت باسم «سامول» في التربيع العثماني الذي أجراه الوالي العثماني سليمان باشا الخادم في عصر السلطان العثماني سليمان القانوني ضمن قرى ولاية الغربية، وفي تاريخ 1228هـ/1813م الذي عدّ قرى مصر بعد المسح الذي قام به محمد علي باشا باسم «سامول» ضمن قرى مديرية الغربية.

## التعليم
تصل نسبة الأمية في القرية إلى 48.07% بين من تجاوزوا العاشرة من عمرهم، بينما تصل نسبة من حصلوا على تعليم جامعي إلى 2.1% من جملة السكان.

## الاقتصاد والبنية التحتية
تعاني القرية من نقص في خدمات الصرف الصحي. لزراعة القطن أهمية في القرية إذ تنتج 688 فدان من القطن من إجمالي 9233 فدان إنتاج مركز المحلة الكبرى. تحتوي القرية على مصنع للقطن.

## السكان
بلغ عدد سكان سامول 17,495 نسمة حسب تقدير عام 2018.
| السنة  | 1882 | 1897 | 1907 | 1927 | 1947 | 1960 | 1976 | 1986 | 1996   | 2006   | 2018   |
| ------ | ---- | ---- | ---- | ---- | ---- | ---- | ---- | ---- | ------ | ------ | ------ |
| القرية | 1280 | 1595 | 1895 | 2338 | 3253 | 4786 | 7005 | 8632 | 10,387 | 12,146 | 17,495 |

## وصلات خارجية
- ملفات الأهرام - خـريـف القطن! بقلم : د. يونان لبيب رزق